# Čereňany
Čereňany (in ungherese Cserenye, in tedesco Tscherenein) è un comune della Slovacchia facente parte del distretto di Prievidza, nella regione di Trenčín.
Fu menzionato per la prima volta in un documento storico nel 1329.